# EUFOR Althea

Logo EUFOR Althea.

EUFOR Althea, ook wel EUFOR BiH, voluit European Union Force in Bosnia and Herzegovina, is de EUFOR-vredesmacht die momenteel toeziet op de naleving van het Verdrag van Dayton in Bosnië en Herzegovina, het verdrag dat een einde maakte aan de Bosnische Oorlog (1992–1995). De codenaam "Althea" verwijst naar de godin van genezing uit de Griekse mythologie.
EUFOR BiH, onder leiding van de Europese Unie, volgde op 2 december 2004 de NAVO-vredesmacht SFOR (Stabilization Force, 1996–2004) op. EUFOR BiH heeft met Resolutie 1575 van de VN-Veiligheidsraad van 22 november 2004 hetzelfde mandaat gekregen als voorheen SFOR.
Het hoofdkwartier van EUFOR BiH is gevestigd in Sarajevo en staat momenteel onder leiding van een Britse en een Oostenrijkse generaal. Militair gezien wordt EUFOR Althea geleid door het regionale NAVO-hoofdkwartier in Napels.

## Deelnemende landen
De volgende EU-landen hebben troepen geleverd aan EUFOR Althea: België, Duitsland, Estland, Frankrijk, Finland, Griekenland, Groot-Brittannië, Hongarije, Ierland, Italië, Letland, Litouwen, Luxemburg, Nederland, Oostenrijk, Polen, Portugal, Slovenië, Slowakije, Spanje, Tsjechië, Zweden, Roemenië en Bulgarije.
Er nemen ook een aantal niet-EU-landen deel aan de missie: Albanië, Argentinië, Canada, Chili, Marokko, Nieuw-Zeeland, Noorwegen, Turkije, en Zwitserland.
In 2004 begon de missie met iets minder dan 7000 troepen. Tegen februari 2007 was de troepenmacht teruggebracht tot 1600 nadat de Europese Raad oordeelde dat de veiligheidssituatie flink was verbeterd. Tegelijk voerde EUFOR Liaison and Observation Teams (LOT's) in. Na een nieuw herstructureringsproces in 2012 werd de EUFOR-troepenmacht teruggebracht tot ongeveer 600.

### Belgische deelname
De Belgische bijdrage bestond tot november 2006 uit 3 A-109BA helikopters van de Luchtcomponent (meer bepaald het detachement van de Heli Wing) die zich op Europe Base Mostar bevonden. Europe Base is tevens het hoofdkwartier van de MultiNational Task Force South East (MNTFSE) waar Italianen, Fransen, Duitsers, Spanjaarden en Marokkanen samenwerken.
In totaal bestond de Belgische bijdrage uit 47 militairen.
In 2005 werd reeds een detachement van 52 militairen en 4 helikopters geleverd ten voordele van de MultiNational Task Force North (MNTFN) te Tuzla. Begin september 2008 zijn de laatste Belgische militairen teruggetrokken en doet België ook niet meer mee aan EUFOR Althea.

### Nederlandse deelname
Nederland begon de missie eind 2004 met 530 militairen. De Nederlandse bijdrage bestond voornamelijk uit een "Normal Framework Operations" compagnie (NFO-Compagnie), een ondersteuningscompagnie en verschillende Liaison and Observation Teams (LOT) die lokaal gevestigd waren in zogenaamde "LOT-huizen" in Travnik, Livno, Mrkonjic Grad, Vitez en Drvar. Daarnaast leverde Nederland bijdragen aan staven in Sarajevo en Banja Luka. De NFO-compagnie en de ondersteuningscompagnie waren initieel gelegerd in Bugojno op de zogenaamde "Dutch Base Bugojno". Vanaf begin 2006 zijn deze eenheden verhuisd naar de Banja Luka Metal Factory (BLMF), in Banja Luka. In mei 2006 is "Dutch Base Bugojno" gesloten.
Een "LOT-huis" bestaat uit ongeveer 8 militairen waarvan één commandant en een toegevoegd onderofficier; de overige militairen vormen zogenaamde veldteams. Elk veldteam heeft de verantwoordelijkheid over een bepaald gebied, meestal enkele gemeentes oftewel obstina's en houden de toestand binnen deze gebieden in de gaten. Hieronder valt onder meer het contact met de autoriteiten over werkgelegenheid, gezondheidszorg, criminaliteit en wapeninzamelingsacties en zo nodig eigen onderzoek.
De NFO-compagnie bestond uit een compagniesstaf en drie pelotons, waarvan twee Nederlandse en een Bulgaars peloton. De NFO-compagnie voert opdrachten uit die in principe door alle militairen, ongeacht hun wapen of dienstvak, kunnen worden uitgevoerd. De NFO-compagnie is in het verleden dan ook gevormd door zowel infanterie-, artillerie- en luchtdoelartillerie-eenheden.
De Nederlandse bijdrage is in de loop der tijd gereduceerd en bestond begin 2007 uit ongeveer 280 militairen. In 2007 vond er opnieuw een verregaande troepenreductie plaats; zo werd het gros van de gevechtseenheden teruggetrokken. Eind 2007 bestond EUFOR Althea in totaal nog uit 2500 militairen, waarvan 90 Nederlanders. Zij waren hoofdzakelijk actief in de Liason and Observation Teams en in het hoofdkwartier van EUFOR in Sarajevo. Eind oktober 2008 bestond de Nederlandse bijdrage uit ongeveer 85 militairen. Op 27 september 2011 werd de grootschalige Nederlandse bijdrage officieel beëindigd door het uitdelen van de EUFOR-medaille aan de zestig overgebleven militairen op Camp Butmir in Sarajevo. De resterende bijdrage betrof enige stafofficieren in STAF EUFOR. Deze bijdrage (uiteindelijk gereduceerd tot 3 officieren) is begin 2017 beëindigd.